# Mecopoda
Mecopoda is een geslacht van rechtvleugeligen uit de familie sabelsprinkhanen (Tettigoniidae). De wetenschappelijke naam van dit geslacht is voor het eerst geldig gepubliceerd in 1831 door Serville.

## Soorten
Het geslacht Mecopoda omvat de volgende soorten:
- Mecopoda dilatata Redtenbacher, 1892
- Mecopoda divergens Redtenbacher, 1892
- Mecopoda elongata Linnaeus, 1758
- Mecopoda macassariensis Haan, 1842
- Mecopoda niponensis Haan, 1842
- Mecopoda platyphoea Walker, 1870